# VV Elinkwijk in het seizoen 1958/59
Het seizoen 1958/1959 was het vijfde jaar in het bestaan van de Utrechtse betaaldvoetbalclub Elinkwijk. De club kwam uit in de Eredivisie en eindigde daarin op de 12e plaats. Tevens deed de club mee aan het toernooi om de KNVB Beker, hierin werd in de vierde ronde verloren van ADO (1–2).

## Wedstrijdstatistieken

### Eredivisie
|       | ADO   | Ajax  | Blauw-Wit | DOS   | DWS/A | Sportclub Enschede | Feijenoord | Fortuna '54 | MVV   | NAC   | NOAD  | PSV   | Rapid JC | SHS   | Sparta | VVV   | Willem II |
| ----- | ----- | ----- | --------- | ----- | ----- | ------------------ | ---------- | ----------- | ----- | ----- | ----- | ----- | -------- | ----- | ------ | ----- | --------- |
| Thuis | 3 – 1 | 2 – 2 | 3 – 0     | 0 – 4 | 3 – 3 | 4 – 0              | 3 – 6      | 0 – 1       | 1 – 1 | 1 – 3 | 4 – 0 | 3 – 0 | 1 – 3    | 2 – 0 | 0 – 0  | 1 – 1 | 4 – 2     |
| Uit   | 2 – 1 | 1 – 4 | 0 – 0     | 2 – 1 | 0 – 2 | 2 – 2              | 1 – 0      | 3 – 2       | 1 – 3 | 1 – 1 | 1 – 0 | 2 – 0 | 2 – 1    | 0 – 1 | 3 – 0  | 4 – 1 | 5 – 1     |

### KNVB Beker
| 1e ronde                                            | Leones               | 1 – 8 (0 – 3)                      | Elinkwijk                                                                                   |
| 1 januari 1959 Plaats: Utrecht Amsterdamsestraatweg | Van Rossum –' (pen.) |                                    | 20', 35', –', –', –' Michel Kruin 67' (pen.) Reinier Kreijermaat Ad van Norden Jan de Jongh |
| 2e ronde                                            | Elinkwijk            | 1 – 0 (1 – 0)                      | Zwolsche Boys                                                                               |
| 18 april 1959 Plaats: Utrecht Amsterdamsestraatweg  | Jan de Jongh 17'     |                                    |                                                                                             |
| 3e ronde                                            | Rheden               | 1 – 2 (1 – 1, 1 – 1) Na verlenging | Elinkwijk                                                                                   |
| 10 mei 1959 Plaats: Rheden Thomassen-terrein        | Piet Wijnolts 30'    |                                    | Eef Westers 96' Michel Kruin                                                                |
| 4e ronde                                            | ADO                  | 2 – 1 (0 – 1)                      | Elinkwijk                                                                                   |
| 26 mei 1959 Plaats: Den Haag Zuiderparkstadion      | Roel Timmer 70', 85' |                                    | 25' Henny van Egdom                                                                         |

## Statistieken Elinkwijk 1958/1959

### Eindstand Elinkwijk in de Nederlandse Eredivisie 1958 / 1959
| Stand | Gespeeld | Gewonnen | Gelijk | Verloren | Punten | Doelpunten voor | Doelpunten tegen |
| ----- | -------- | -------- | ------ | -------- | ------ | --------------- | ---------------- |
| 12e   | 34       | 11       | 8      | 15       | 30     | 55              | 57               |

### Topscorers
| #      | Naam                | Goal |
| ------ | ------------------- | ---- |
| 1.     | Michel Kruin        | 25   |
| 2.     | Charley Marbach     | 9    |
| 3.     | Reinier Kreijermaat | 7    |
| 4.     | Wim de Jongh        | 4    |
| 5.     | Eef Westers         | 3    |
| 6.     | Henny van Egdom     |      |
| 6.     | Jan de Jongh        |      |
| 6.     | Frank Mijnals       |      |
| 9.     | Bertus van Beek     | 1    |
| Totaal | Totaal              | 55   |

| #      | Naam                | Goal |
| ------ | ------------------- | ---- |
| 1.     | Michel Kruin        | 6    |
| 2.     | Jan de Jongh        | 2    |
| 3.     | Henny van Egdom     | 1    |
| 3.     | Reinier Kreijermaat | 1    |
| 3.     | Ad van Norden       | 1    |
| 3.     | Eef Westers         | 1    |
| Totaal | Totaal              | 12   |

## Voetnoten
ADO ·
Ajax ·
Blauw-Wit ·
DOS ·
DWS/A ·
Elinkwijk ·
Sportclub Enschede ·
Feijenoord ·
Fortuna '54 ·
MVV ·
NAC ·
NOAD ·
PSV ·
Rapid JC ·
SHS ·
Sparta ·
VVV ·
Willem II